# Gotha G.V
De Gotha G.V is een zware bommenwerper, in dienst bij de Duitse Luftstreitkräfte ("Luchtstrijdkrachten") tijdens de Eerste Wereldoorlog. De Gotha werd speciaal ontworpen voor een groot bereik, waardoor deze bommenwerper vooral nachtelijke bombardementen uitvoerde.

## Ontwerp

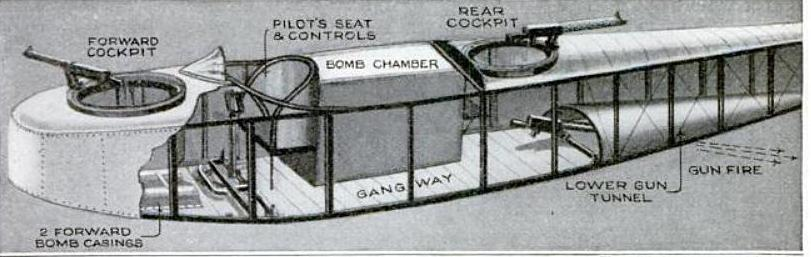
Ontwerp van de romp

De Gotha G.V was een verder ontwikkelde Gotha IV. De ontwerper, Hans Burkhard, plaatste krachtigere motoren en vergrootte daarmee het bereik en het laadvermogen van het vliegtuig. Burkhard verplaatste de brandstofreservoirs naar de romp, bij vorige versies waren deze vlak bij de motoren geplaatst. Wanneer deze brandstoftanks geplaatst waren zoals bij vorige versies en lekten, kwam de olie op een hete motor terecht waardoor er extreem brandgevaar ontstond.

## Varianten
Begin maart 1918, verschenen twee nieuwe varianten: de Gotha G.Va en Gotha G.Vb. Deze hadden een iets kortere neus en een tweedekker-staartstuk met dubbele roeren. Het was nu zelfs mogelijk te vliegen met slechts één motor, maar dan moest het roer zich precies achter de propeller bevinden. De G.Va had ook een neuswiel in de voorste romp, waardoor een landing veiliger werd. Beiden werden tegelijkertijd geproduceerd en in de zomer van 1918 werden ze operationeel aan het front.
Verdere ontwikkelingen waren de G.VI, 's werelds eerste vliegtuigmodel waarbij een asymmetrische romp gebruikt werd, de G.VII, een door H. Rösner ontworpen bommenwerper, die ook als hoogteverkenner gebruikt kon worden en de G.VIII, met twee verbeterde Maybach 260 pk-motoren. Ingenieur Burkhard ontwierp evenals de G.IX, met twee Mercedes 160 pk-motoren, zwaar bewapend, gepantserd en volledig uit metaal, een heel traag en onhandig bakbeest. Nog een andere variant is de GL.VII, een lichtere versie van de G.VII. Dit model was niet operationeel; Duitsland had in november 1918 een wapenstilstand gesloten en moest al zijn vliegtuigen afstaan of vernietigen. Dit gebeurde met de meeste Gotha's.

## Gebruik
De eerste Gotha's kwamen in actie in 1917 aan het westfront en traden toe tot het bommenwerperssquadron van de Luftstreitkräfte. In het begin bombardeerden zij voornamelijk Zuid-Engelse steden, waaronder Londen, daarna, vooral tijdens het Lenteoffensief, ondersteunden ze meestal de grondtroepen.
In april 1918 werden ze geleidelijk vervangen door de G.Va en de G.Vb.
Gotha G.I · Gotha G.II · Gotha G.III · Gotha G.IV · Gotha G.V · Gotha G.VI · Gotha G.VII · Gotha G.VIII · Gotha G.IX · Gotha G.X · AEG DJ.I · AEG G.I · AEG G.II · AEG G.III · AEG G.IV · AEG G.V · AEG J.I · AEG J.II · AEG R.I · Friedrichshafen G.II · Friedrichshafen G.III · Hannover CL.II · Junkers CL.I ·  Junkers J.I · Rumpler G.I  · Rumpler G.II · Rumpler G.III  · Zeppelin-Lindau Rs.II  · Zeppelin-Lindau Rs.III · Zeppelin-Lindau Rs.IV · Zeppelin-Staaken R.VI